# سیارک ۲۹۵۳
سیارک ۲۹۵۳ (به انگلیسی: 2953 Vysheslavia، نامگذاری:1979SV11) دو هزار و نهصد و پنجاه و سومین سیارک کشف شده‌است که در ۲۴ سپتامبر ۱۹۷۹ کشف شد.
قدر مطلق سیارک برابر ۱۱٫۶۰ است.